# Де Голль, Филипп
Филипп Анри Ксавье Антуан де Голль (фр. Philippe Henri Xavier Antoine de Gaulle; 28 декабря 1921, Париж — 13 марта 2024, Париж) — французский военно-морской деятель (вице-адмирал эскадры) в отставке и бывший сенатор. Старший ребёнок и единственный сын генерала Шарля де Голля, первого президента Пятой Французской Республики.

## Биография
Филипп Де Голль родился в Париже 28 декабря 1921 года и был крещён 8 июня следующего года в церкви Сен-Франсуа-Ксавье в VII округе. Он получил образование в Коллеже Станислава де Пари, где также учился его отец, и впоследствии поступил на службу в военно-морской флот Франции. Шарль де Голль говорил, что Филипп был назван в честь предка его семьи Жан-Батиста де Голля, но утверждалось, что его назвали в честь генерала Филиппа Петена, большим поклонником которого был его отец.

## Военная карьера
Будучи студентом Военно-морской школы во время вторжения во Францию в 1940 году, он не услышал призыва своего отца от 18 июня, но бежал в Соединённое Королевство, заявив о своей верности Свободной Франции и вступив в Военно-морские силы Свободной Франции. Во время Второй мировой войны участвовал в кампании в Ла-Манше и в битве за Атлантику. Произведённый в младшие лейтенанты в 1943 году, де Голль участвовал в битве за Францию в качестве командира взвода блиндированного полка фузилеров-морпехов, бронетанкового полка морской пехоты 2-й бронетанковой дивизии. 25 августа 1944 года он участвовал в освобождении Парижа и был послан со станции Монпарнас передать приказ о капитуляции немцев, засевших в Бурбонском дворце, в помещение Национального собрания. Рискуя быть застреленным, если что-то пойдёт не так, он вёл переговоры в одиночку и без оружия. Он сражался в Вогезах зимой 1944—1945 годов.
Де Голль был произведён в лейтенанты флота в 1948 году, а в 1952 году получил командование военно-морской флотилией 6F. В 1956 году он был повышен до капитана корвета (капитан 3-го ранга), а в 1961 году — до капитана фрегата (капитан 2-го ранга). Он продолжил военную карьеру в качестве пилота французской морской авиации и был назначен командующим морской авиацией Парижского региона (1964—1966). В 1966 году ему было присвоено звание «полного» капитана. С 1967 по 1968 год он командовал ракетным фрегатом «Сюффрен». В 1971 году он был произведён в контр-адмиралы. Затем он был командующим авиационным морским патрулём с 1974 по 1975 год и был повышен до вице-адмирала в 1975 году. С 1976 по 1977 год он был командующим Атлантическим флотом, а в 1977 году получил звание вице-адмирал эскадры.
Произведён в адмиралы в 1980 году. Завершил свою военную карьеру в должности генерального инспектора военно-морского флота в 1982 году.

## Политическая карьера
С 1986 по 2004 год де Голль занимал пост Сенатора Франции от Парижа. Ближе к концу 1960-х годов голлистская партия, возглавляемая Жаном Боцци, выступала за де Голля как единственного законного наследника голлизма. Влияние Де Голля, однако, оставалось довольно низким.

## Личная жизнь
30 декабря 1947 года де Голль женился на Генриетте де Монталамбер Серс, потомке семьи маркиза де Монталамбера. Брак был благословлен адмиралом Жоржем Тьерри д’Аржанльё, одним из командующих Военно-морскими силами Свободной Франции во время войны. У пары было четверо сыновей.
28 декабря 2021 года Филипп Де Голль отметил вековой юбилей.
Скончался 13 марта 2024 года в Париже на 103-м году жизни.

## Комментарии
1. ↑  Вице-адмирал эскадры — звание в ВМФ Франции, соответствующее корпусному генералу.